# Anchon regina
Anchon regina är en insektsart som beskrevs av Capener 1953. Anchon regina ingår i släktet Anchon och familjen hornstritar. Inga underarter finns listade i Catalogue of Life.